# Leiodytes evanescens
Leiodytes evanescens är en skalbaggsart som först beskrevs av Karl Henrik Boheman 1848.  Leiodytes evanescens ingår i släktet Leiodytes och familjen dykare. Inga underarter finns listade i Catalogue of Life.